# Pergalumna nervosa
Pergalumna nervosa är en kvalsterart som först beskrevs av Berlese 1914.  Pergalumna nervosa ingår i släktet Pergalumna och familjen Galumnidae. Arten är reproducerande i Sverige.

## Underarter
Arten delas in i följande underarter:
- P. n. nervosa
- P. n. punctata